# 莉莲·帕尔默
莉莲·帕尔默（英語：Lillian Palmer，1913年6月23日—2001年3月28日），加拿大女子田径运动员，主攻短跑。她曾代表加拿大参加1932年夏季奥林匹克运动会田径比赛，获得女子4×100米接力银牌。